# Критерий согласия Кёйпера
Критерий согласия Кёйпера (также Купера) является развитием критерия согласия Колмогорова и был предложен для проверки простых гипотез о принадлежности анализируемой выборки полностью известному закону, то есть для проверки гипотез вида {\displaystyle H_{0}:F_{n}(x)=F(x,\theta )} с известным вектором параметров теоретического закона.
В критерии Кёйпера используется статистика вида:
{\displaystyle V_{n}=D_{n}^{+}+D_{n}^{-}} ,
где
```

  

    

      

        

          
D

          

            
n

          

          

            
+

          

        

        
=

        
max

        

          

            
(

            

              

                

                  
i

                  
n

                

              

              
−

              
F

              
(

              

                
x

                

                  
i

                

              

              
,

              
θ

              
)

            

            
)

          

        

      

    

    
{\displaystyle D_{n}^{+}=\max {\left({\frac {i}{n}}-F(x_{i},\theta )\right)}}

  

 ,   

  

    

      

        

          
D

          

            
n

          

          

            
−

          

        

        
=

        
max

        

          

            
(

            

              
F

              
(

              

                
x

                

                  
i

                

              

              
,

              
θ

              
)

              
−

              

                

                  

                    
i

                    
−

                    
1

                  

                  
n

                

              

            

            
)

          

        

      

    

    
{\displaystyle D_{n}^{-}=\max {\left(F(x_{i},\theta )-{\frac {i-1}{n}}\right)}}

  

 , 

  

    

      

        
i

        
=

        

          

            

              

                
1

                
,

                
n

              

              
¯

            

          

        

      

    

    
{\displaystyle i={\bar {1,n}}}

  

 ,  
```

{\displaystyle n} — объём выборки, {\displaystyle x_{1},x_{2},...,x_{n}} — упорядоченные по возрастанию элементы выборки.
При справедливости простой проверяемой гипотезы статистика {\displaystyle {\sqrt {n}}V_{n}} в пределе подчиняется распределению:
{\displaystyle G(v)=1-\sum _{m=1}^{\infty }2(4m^{2}v^{2}-1)e^{-2m^{2}v^{2}}} .
Чтобы уменьшить зависимость распределения статистики от объёма выборки, можно использовать в критерии модификацию статистики вида
{\displaystyle V=V_{n}\left({\sqrt {n}}+0,155+0,24/{\sqrt {n}}\right)} ,
или модификацию статистики вида
{\displaystyle V_{n}^{mod}={\sqrt {n}}\left(D_{n}^{+}+D_{n}^{-}\right)+1/(3{\sqrt {n}})} .
В первом случае отличием распределения статистики от предельного закона можно пренебречь при {\displaystyle n>20} , во втором — при {\displaystyle n>30} .
При проверке простых гипотез критерий является свободным от распределения, то есть не зависит от вида закона, с которым проверяется согласие.
Проверяемая гипотеза отклоняется при больших значениях статистики.

## Проверка сложных гипотез
При проверке сложных гипотез вида {\displaystyle H_{0}:F_{n}(x)\in \left\{F(x,\theta ),\theta \in \Theta \right\}} , где оценка {\displaystyle {\hat {\theta }}} скалярного или векторного параметра распределения {\displaystyle F(x,\theta )} вычисляется по той же самой выборке, критерий согласия Кёйпера (как и все непараметрические критерии согласия) теряет свойство свободы от распределения.
При проверке сложных гипотез распределения статистик непараметрических критериев согласия зависят от ряда факторов: от вида наблюдаемого закона {\displaystyle F(x,\theta )} , соответствующего справедливой проверяемой гипотезе {\displaystyle H_{0}}; от типа оцениваемого параметра и числа оцениваемых параметров; в некоторых случаях от конкретного значения параметра (например, в случае семейств гамма- и бета-распределений); от метода оценивания параметров. Различия в предельных распределениях той же самой статистики при проверке простых и сложных гипотез настолько существенны, что пренебрегать этим ни в коем случае нельзя.